# Ray Lloyd
Raymond Lloyd, noto anche con lo pseudonimo di Glacier (Brunswick, 13 maggio 1964), è un wrestler, artista marziale e attore statunitense.
Meglio conosciuto per le sue apparizioni nella World Championship Wrestling dal 1996 al 1999. Attualmente lavora come produttore ed allenatore per la All Elite Wrestling.

## Biografia

### Carriera nel wrestling

#### World Championship Wrestling (1996–1999)

##### Blood Runs Cold (1996–1998)

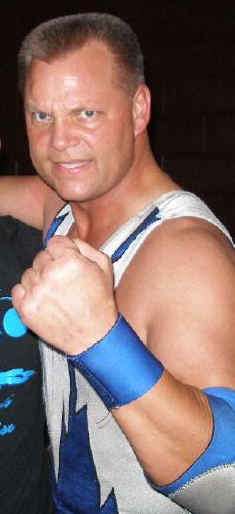
Glacier nel 2008

A partire dall'aprile 1996, adottò la nuova gimmick di Glacier, un personaggio simile al ninja Sub-Zero del videogioco Mortal Kombat, introdotto da una serie di scenette all'interno dei programmi WCW con la tagline "Blood Runs Cold" ("Il sangue scorre freddo"). Venne presentato come un wrestler che era stato in Giappone a studiare le arti marziali, ed era in possesso di un elmetto antico di 400 anni donatogli dal suo maestro, David Stater. Gli fu poi dato il nome "Glacier" ("Ghiacciaio") dal sensei Stater come simbolo del potere degli elementi.
Glacier ricevette anche uno degli ingressi più stravaganti ed elaborati nel wrestling dell'epoca, che consisteva in luci laser blu che scorrevano attraverso l'arena e neve sintetica che cadeva dal soffitto, mentre l'arena era avvolta da un'illuminazione blu. I costi di produzione per l'ingresso ammontavano a quasi mezzo milione di dollari, mentre il costume e l'armatura, disegnati da Andre Freitas dell'AFX Studios di Atlanta, costarono $35,000. In aggiunta, Glacier indossava una lente a contatto blu sull'occhio destro.
Originariamente, Glacier avrebbe dovuto debuttare a luglio, ma a causa del contemporaneo arrivo ed impatto del New World Order al pay-per-view Bash at the Beach quel mese, l'esordio venne procrastinato a data da definirsi; la WCW trasformò il tutto in un feud con Big Bubba Rogers, che criticò la lunga ed annunciata attesa per l'arrivo di Glacier nel corso di un'intervista a Nitro. Glacier esordì il 9 settembre 1996 a Pro, dove sconfisse The Gambler. In seguito sconfisse anche Bubba a Nitro il 16 settembre, ponendo fine alla breve rivalità tra i due.
Nel marzo 1997 ebbe il suo primo feud a lungo termine, con Mortis. L'angle fu intitolato "Blood Runs Cold"; lo slogan non era stato più utilizzato da quando le scenette dell'anno precedente avevano smesso di essere trasmesse.
Il 16 marzo Glacier sconfisse Mortis ad Uncensored, ma dopo il match, apparve Wrath ed insieme a Mortis aggredì Glacier. L'aggressione post-match da parte di Mortis e Wrath divenne una pratica comune, e il 21 aprile, i due rubarono l'elmetto di Glacier dopo che questi aveva sconfitto Ciclope in meno di un minuto. Il rematch con Mortis al ppv Slamboree del 18 maggio terminò in squalifica dopo meno di due minuti a causa di un'interferenza esterna. Wrath accorse in aiuto di Mortis alla fine dell'incontro, ma l'arrivo di Ernest "The Cat" Miller salvò Glacier dall'aggressione. I quattro ebbero allora un tag team match a Bash at the Beach, che fu vinto da Mortis e Wrath
Il 15 giugno Glacier schienò Wrath a The Great American Bash, ma subito dopo egli fu nuovamente aggredito, questa volta Glacier venne ammanettato alle corde del ring da Mortis, che era stato ammanettato anche lui al sostegno prima del match per evitare che interferisse nello svolgimento dell'incontro. La sera successiva a Nitro, Glacier sconfisse nuovamente Mortis.
Il 1º settembre, quasi un anno dopo il suo debutto ufficiale, Glacier subì la prima sconfitta in singolo da Buff Bagwell. Il 27 dicembre fu sconfitto da Bill Goldberg.

##### Faida con Perry Saturn ed infortunio (1998–1999)
Glacier trascorse i successivi tre mesi perdendo quasi ogni match, subendo sconfitte da Steve McMichael, Prince Iaukea e Lex Luger a Nitro e Thunder, mentre aveva un feud in atto con Chris Adams.
Quindi fu la volta di una nuova rivalità con Perry Saturn, iniziata con un promo l'11 maggio a Nitro dove dichiarò che il Cryonic Kick era la sua mossa finale personale e minacciò chiunque ne facesse uso sul ring. Questa dichiarazione provocò la risposta di Saturn a Thunder, dove prese in giro Glacier per il suo aspetto ed affermò il suo predominio sul superkick. Dopo una vittoria su Sick Boy il 18 maggio nonostante l'interferenza da parte di Saturn, Glacier si impegnò in una serie di match che lo videro contrapposto a vari altri membri della fazione Raven's Flock. Lui e Saturn si sono poi alternati nelle vittorie a WCW Thunder ma l'aspetto più notevole della situazione era che Kanyon, che aveva recentemente abbandonato la gimmick di Mortis, conduceva regolarmente attacchi furtivi ai danni di Raven e The Flock sotto vari travestimenti. Nell'edizione del 4 giugno di Thunder, Kanyon (travestito come Nick Patrick) salì sul ring e colpì Saturn permettendo a Glacier di ottenere la vittoria, e mostrò la maschera di Mortis a Glacier prima di lasciare il ring. Il feud ebbe però vita breve in quanto Saturn fu spostato in un nuovo angle che coinvolgeva Raven e la separazione della stable The Flock. Il confronto Glacier-Saturn (vinto da Saturn) trasmesso il 26 settembre a WCW Worldwide fu l'ultimo incontro trasmesso nel programma prima che il suo formato fosse cambiato.
Glacier soffrì un serio infortunio al ginocchio durante il main event di Nitro del 29 giugno, nel match che lo vide sconfitto per mano di Goldberg. Tenne nascosta l'entità dell'infortunio fino a dopo il match e lasciò il ring con le proprie forze, ma dopo che la riabilitazione si rivelò infruttuosa, fu costretto a sottoporsi ad un intervento chirurgico al ginocchio. Restò fuori dai giochi fino alla puntata di Thunder del 5 novembre, dove offrì il proprio supporto a Miller. Una settimana dopo, tornò a combattere su un ring per la prima volta dopo quattro mesi, e sconfisse Chris Adams con la sua nuova mossa finale Ice Pick, una presa di sottomissione.
Glacier fece l'ultima apparizione in un pay-per-view WCW venendo sconfitto da Wrath a World War 3 il 22 novembre, e concluse l'annata con un'altra serie di match contro Saturn a Thunder e Saturday Night.
Il 6 febbraio fu sconfitto a Saturday Night da Al Green. Cinque giorni dopo, andarono in onda una serie di sketch trasmessi a Thunder, nei quali Glacier, stanco della sua gimmick, vendeva armatura, maschera e casco a Kaz Hayashi e Miller.

#### All Elite Wrestling (2019, 2024–presente)
Il 25 maggio 2019 Lloyd apparve nella prima edizione del ppv Double or Nothing della All Elite Wrestling, partecipando alla Casino Battle Royal. Fu eliminato da MJF. Nel giugno 2024 è stato assunto a tempo pieno dalla AEW come allenatore e produttore nel backstage.

### Carriera da attore
Oltre alla carriera nel wrestling, Lloyd ha recitato in alcuni film e in televisione. Dopo aver fallito un provino per una parte in Walker, Texas Ranger nel 1997, apparve nel suo primo film nel 2002, un B-movie intitolato Blood Bath.

## Personaggio
Mosse finali
- Cryonic Kick (Superkick)
- Ice Pick (Thumb choke hold)

## Titoli e riconoscimenti

### Arti marziali
- World Karate Association
  - Southeastern Super Heavyweight Full Contact Karate Champion[1]

### Wrestling
- AWA World-1 South
  - AWA Southern Heavyweight Championship (1)
- Georgia All-Star Wrestling
  - GASW Tag Team Championship (1) – con R.D. Swain[23]
- Georgia Championship Wrestling
  - GCW Tag Team Championship (1) – con R.D. Swain
- National Wrestling Alliance
  - NWA World Tag Team Championship (1) – con Jason Sugarman[1]
- Peach State Wrestling
  - PSW United States Tag Team Championship (2) – con R.D. Swain[23]
- Pro Wrestling Illustrated
  - 488º tra i migliori 500 wrestler singoli nei PWI Years del 2003
- Turnbuckle Championship Wrestling
  - TCW Heavyweight Championship (2)[1]
  - TCW Tag Team Championship (2) – con Jorge Estrada (1), Big Ron Studd (1)[1]
- United States Wrestling Alliance
  - USWA Tag Team Championship (1) - con Jesse Neal
- Universal Independent Wrestling
  - UIW Heavyweight Championship (1)

## Filmografia

### Cinema
| Anno | Titolo                            | Ruolo             | Note           |
| ---- | --------------------------------- | ----------------- | -------------- |
| 2002 | Blood Bath                        | Thorko            |                |
| 2005 | Hell's End                        | Future Soldier    |                |
| 2006 | Popsy                             | Bodyguard #2      |                |
| 2007 | Loaded Dice                       | Uno               |                |
| 2010 | River of Darkness                 | Clark Higgins     |                |
| 2011 | Kerberos                          | Big John          |                |
| 2014 | A Free Bird                       | Lonnie            |                |
| 2014 | Attack of the Morningside Monster | Joe Martino       |                |
| 2016 | Ta Daaaa: The Great Orecto        | The Great Orecto  | Cortometraggio |
| 2017 | Stop Doing That                   | Charles Betterman | Cortometraggio |
| 2021 | The Replaceables                  | Jock Holiday      |                |

### Televisione
| Anno | Titolo                      | Ruolo      | Note                              |
| ---- | --------------------------- | ---------- | --------------------------------- |
| 2007 | Burn Notice - Duro a morire | Nydam      | Episodio: "La verità"             |
| 2009 | Meet the Browns             | Poliziotto | Episodio: "Meet the Couch Potato" |